# Юрчишин Володимир Федорович
Володи́мир Фе́дорович Юрчи́шин (нар. 19 вересня 1961, с. Керниця, Львівська область) — радянський, український футболіст. 
Півзахисник, грав у командах «Зоря» (Керниця), СКА (Львів), СКА «Карпати» (Львів), «Спартак» (Івано-Франківськ) і «СОКІЛ-Лорта» (Львів). Молодший брат футболіста Степана Юрчишина.
Найкращий бомбардир чемпіонату Львівської області сезону 1990.